# Asirra
Asirra war ein Forschungsprojekt des Unternehmens Microsoft, das analog zu Captchas dazu dienen soll, zu entscheiden, ob das Gegenüber ein Mensch oder eine Maschine (Bot) ist. Das Akronym steht für Animal Species Image Recognition for Restricting Access. Im Unterschied zu einem Captcha müssen keine Kombinationen aus Buchstaben und Zahlen eingegeben werden, sondern es müssen Bilder von Katzen inmitten von Hunden erkannt werden. Ein Mensch kann dies ohne Probleme leisten, für Bots ist dies wahrscheinlich nur mit sehr hohem Rechenaufwand zu bewältigen. Asirra lässt sich bereits produktiv einsetzen. Auch existieren entsprechende Erweiterungen für bekannte Systeme wie vBulletin oder MediaWiki. Seit einiger Zeit ist über der Auswahlbox der Hinweis zu lesen, dass das Projekt zum 6. Oktober 2014 eingestellt wird.

## Erklärung
Um Webanwendungen wie beispielsweise Diskussionsforen zu schützen, wird dem Besucher bei Verwendung von Asirra eine Auswahl von Bildern von Hunden und Katzen gezeigt. Der Besucher muss die Bilder von Katzen erkennen und markieren. Gewöhnliche CAPTCHA sind oft sehr unleserlich und in einigen Fällen schon durch Computer erkennbar. Asirra basiert auf einer Datenbank mit über 3 Millionen Bildern und ist daher nur mit sehr hohem Rechenaufwand von einem Computer zu lösen. Die von der Microsoft-Forschungsabteilung entwickelte Lösung basiert auf JavaScript und einem Webservice von Microsoft, der die Auswertung übernimmt.